# Vallumida
Vallumida (Valumia in piemontese) è una piccola frazione del comune di Montegrosso d'Asti, distante dal centro del paese circa 1,9 chilometri.
Con i suoi 180 abitanti, è la borgata più popolosa del comune, ad eccezione del solo capoluogo. Per la sua storia, è una delle due frazioni più importanti del paese insieme a Santo Stefano e, come quest'ultima, è particolarmente nota per i vigneti di Barbera d'Asti.

## Storia
La storia di Vallumida ha inizio nel Medioevo, con la nascita dei primi insediamenti organizzati nella vallata presente tra le colline, corrispondente all'attuale via Vallone. Il nome Vallumida è la contrazione del più desueto Valleumida, presumibilmente assegnato dai primi borghigiani a motivo della notevole presenza di acqua e del clima particolarmente favorevole alle colture.
Le prime notizie certe e documentate risalgono al Seicento: in questo periodo, presumibilmente intorno al 1630-1640, la popolazione finanziò la costruzione di una cappella, che nei secoli successivi venne ampliata fino a corrispondere all'attuale chiesa, soprattutto grazie all'opera del benefattore e cappellano don Ludovico Cagna. La particolare collocazione dell'edificio, posta all'intersezione tra le due vie principali, via Vallone e via Vallumida, lo rende il fulcro dell'intera borgata, poiché costituisce la naturale separazione geografica tra Vallumida alta, posta più a sud sulla direttrice per Costigliole d'Asti, e Vallumida bassa, situata più a nord in direzione Montegrosso d'Asti. La cappella è di fatto la più antica costruzione religiosa presente sul territorio comunale, risultando precedente alla Chiesa dei Battuti, edificata in paese nel 1676. Il corpo di don Cagna, deceduto il 5 ottobre 1874, risulta tuttora sepolto sotto il pavimento della chiesa, come testimoniato da una lapide collocata dai parrocchiani dell'epoca a fianco dell'ingresso principale.
Nel 1911, in seguito all'aumento della popolazione che arrivava a 400 anime, alla cappella furono aggiunte due navate laterali e il 7 novembre 1947 acquisì lo stato di parrocchia. Nel 1949 fu costruito il campanile, alto 24 metri e munito di 3 campane (successivamente diventate 4). All'interno della chiesa è tuttora conservato un frammento di osso del santo protettore della parrocchia, San Defendente, portato qui da Roma per volere del cappellano don Turci. La chiesa è ornata da affreschi dipinti da Remo Pescarmona e da Daniele Bianco, ambedue originari di Vallumida.
Al primo parroco, Don Antonio Malino, è stata intitolata la piazza antistante la Chiesa, in seguito ai lavori di ripavimentazione eseguiti nel 2017, mentre a Don Anselmo Soria, parroco dal 1960 al 2011, è stato intitolato l'oratorio.
Particolare interesse riveste inoltre l'ex Scuola Elementare, edificata in via Vallone agli inizi del Novecento, fabbricato ormai inutilizzato da alcuni decenni, al cui piano interrato è ancora presente una cantina che raccoglie alcuni tra i vini più pregiati della zona.
Con il passare degli anni, la borgata ha subito un progressivo calo demografico, raggiungendo le attuali 180 unità. Le famiglie residenti hanno acquisito nel tempo soprannomi aggiuntivi, con i quali sono tuttora contrassegnate, in funzione delle attività svolte nel passato dai rispettivi antenati o dai nomi con cui sono storicamente conosciute determinate zone del territorio.
Verso la fine del XX secolo, la borgata si è legata in modo particolare alla frazione di Santo Stefano, soprattutto grazie alla presenza del parroco storico Don Anselmo Soria, che nel periodo 1989-2007 è stato nominato parroco anche di quest'ultima. La collaborazione pastorale tra le due comunità ha portato alla nascita di numerose attività, tra cui la fondazione dell'associazione di volontariato Gruppo Giovani di Santo Stefano e Vallumida.
L'abitato, essendo localizzato geograficamente tra le colline lungo la S.P. 39, che da Montegrosso d'Asti porta a Costigliole d'Asti, è stato colpito negli anni da eventi meteorici piuttosto violenti, che hanno interessato principalmente Vallumida bassa, tra i quali si ricordano i seguenti:
- 12 settembre 1948, durante la quale l'acqua raggiunse l'altezza della balaustra all'interno della chiesa e ne danneggiò tutti gli arredi;
- 9 agosto 1953, durante la quale l'acqua raggiunse i 30 cm di altezza all'interno della chiesa;
- giugno 1960, durante la quale l'acqua raggiunse le due spanne all'interno della chiesa;[3]
- settembre 2005, durante la quale l'acqua fangosa raggiunse i 30 cm nella piazza antistante la Chiesa;
- 3 luglio 2020, durante la quale l'acqua ha completamente allagato l'abitato nella parte più a nord, investendo la strada principale e le abitazioni adiacenti.

L'acqua e le precipitazioni meteoriche, se da un lato sono favorevoli alle coltivazioni, di contro hanno sempre creato problematiche più o meno evidenti ai caseggiati ed alle vie di comunicazione, in quanto:
- la particolare conformazione geografica e orogenetica fanno sì che dal punto di vista idrogeologico la vallata sia il naturale punto di raccolta delle acque provenienti dai rilievi collinari adiacenti,
- il sistema di raccolta, collocato in corrispondenza delle vie di comunicazione, è sottodimensionato e pertanto poco efficace, anche a causa di una cattiva manutenzione.

Il sistema acquedottistico, seppur migliorato di recente con l'aggiunta di nuove condotte portanti, è frequentemente soggetto a rotture, motivo per cui spesso la strada principale è interessata da lavori di manutenzione che ne minano fortemente la qualità e la percorribilità, tant'è che negli ultimi anni la S.P. 39 ha assunto in questo tratto il soprannome di Strada del Groviera, per via delle numerose buche e asperità presenti sull'asfalto.

## Feste e celebrazioni
Di seguito, si riportano le principali feste e celebrazioni organizzate annualmente a Vallumida:
- 2 gennaio: festa del Patrono, che culmina con la celebrazione della S.Messa in cui viene esposta la reliquia del Santo;
- Ultima domenica di agosto: festa delle famiglie, in cui per l'occasione tutte le famiglie della borgata si ritrovano nel giardino parrocchiale per un pranzo comunitario;
- Terza domenica di novembre: festa del Ringraziamento, in cui è usanza da parte delle famiglie della comunità, durante la celebrazione della S.Messa, donare i beni della campagna alla Parrocchia, da destinare ai bisognosi.